# Klášter Hirsau
Klášter Hirsau (německy Kloster Hirsau) původně Hirschau, byl jedním z nejdůležitějších benediktýnských klášterů v Německu. Leží ve městě Calw, v městské čtvrti Hirsau, při severních úpatích pohoří Schwarzwald, v dnešní spolkové zemi Badensko-Württembersko. V 11. a 12. století byl klášter centrem Clunyjské reformy, v Německu (a mimo jiné i v Českých zemích) známé jako Hirsauská reforma. Celý komplex byl pobořen během devítileté války v roce 1692 a nebyl nikdy obnoven.

## Historie

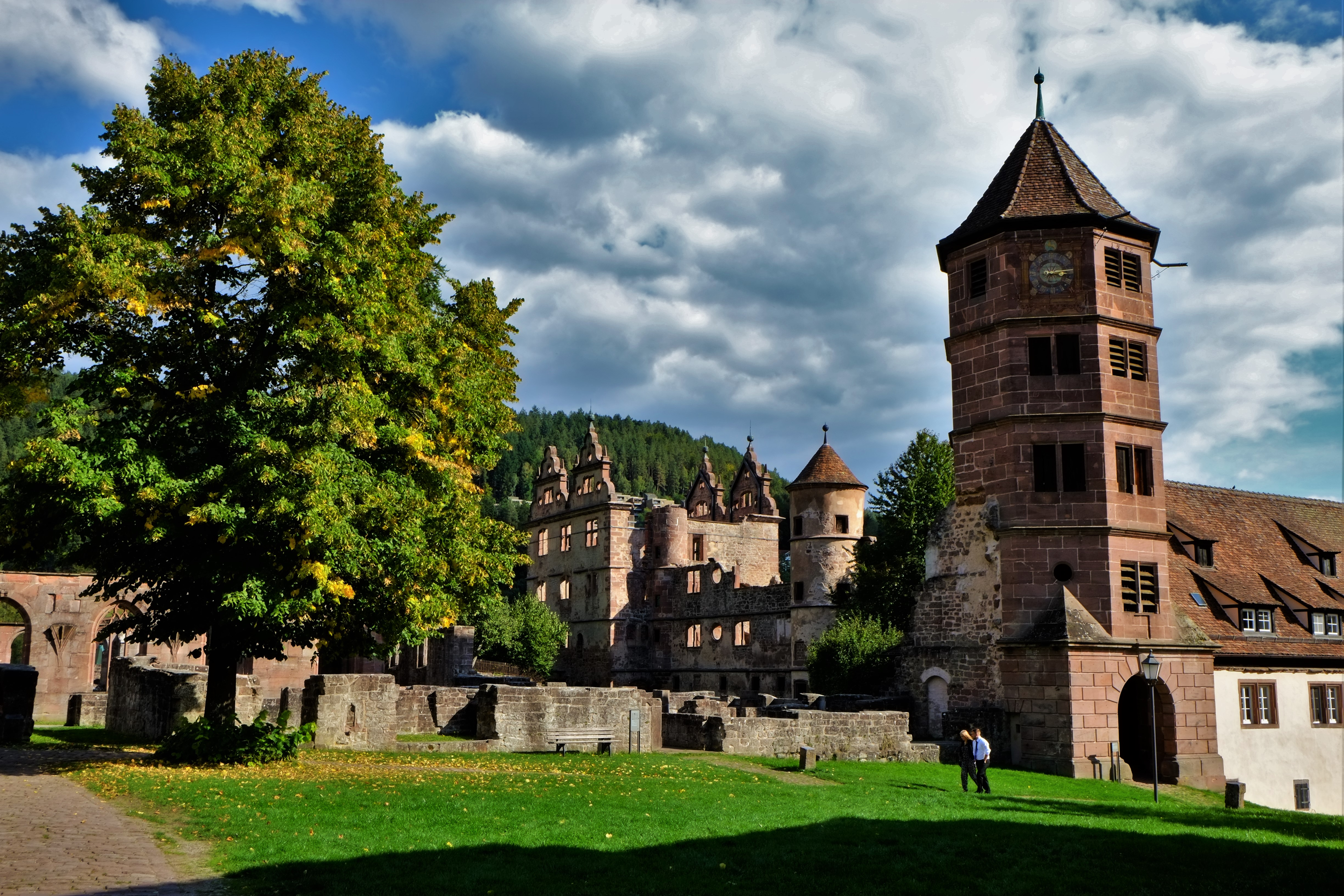
Klášter Hirsau

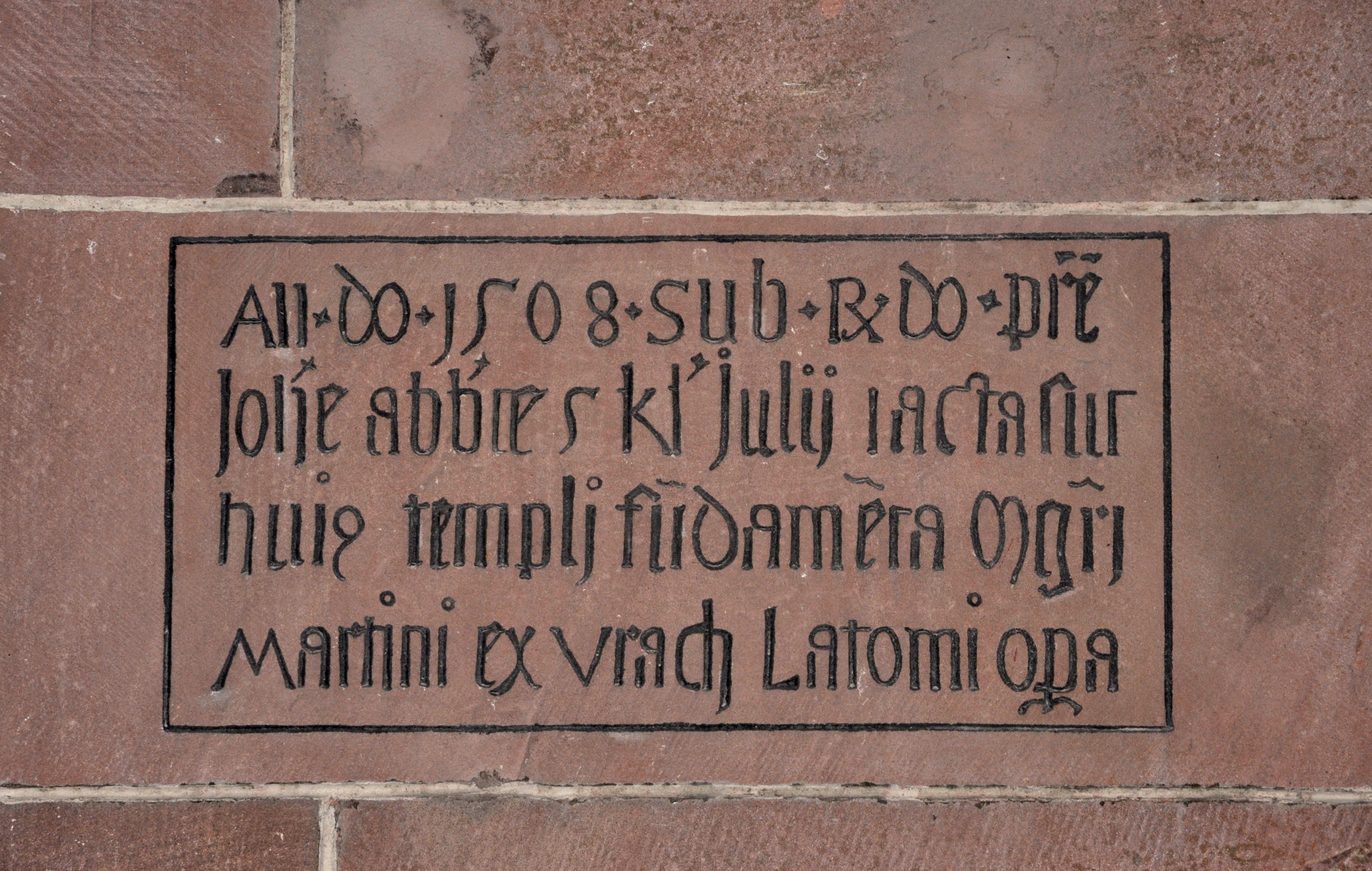
Nápis na Mariánské kapli (Marienkapelle) v Kostele Hirsau

### Svatý Aurelius
První sakrální stavba byla v Hirsau vybudována na konci 8. století a jednalo se o kapli zasvěcenou sv. Nazariovi. Samotný klášter byl založen kolem roku 830 západofranckým hrabětem Erlafriedem z Calwu, z popudu jeho příbuzného, biskupa Nottinga z Vercelli, který klášteru daroval relikvie sv. Aurelia z Ridita, arménského biskupa, který zemřel kolem roku 475. Ty byly nejprve během stavby kláštera umístěny v kapli sv. Nazaria. Opatství bylo osazeno komunitou patnácti mnichů, příchozích z kláštera Fulda pod vedením opata Lutperta. Kníže Erlafried nadal novou fundaci rozsáhlými pozemky a dalšími dary a slavnostně je předal do rukou Lutperta pod podmínkou, že bude dodržována řehole sv. Benedikta. První jednolodní kostel zasvěcený sv. Aureliovi byl dokončen do roku 838, kdy jej vysvětil arcibiskup Odgar z Mainzu, který do něj zároveň přesunul relikvie.
Opat Lutpert zemřel v roce 853, za jeho vlády ovšem došlo k rozhojnění majetku i počtu mnichů. Vzkvétala pod ním přísná řehole a byla založena klášterní škola. Ta byla po ca 150 let v péči hrabat z Calwu, velmi prosperovala a stala se důležitým edukačním prostorem. Přesto koncem 10. století zanikla následkem moru spojeným s chamtivostí svých patronů a laxností řeholníků. V roce 988 byla oblast vážně zdevastována morem, kterému padlo za oběť na šedesát mnichů všetně opata Hartfrieda. Přežil pouze tucet řeholníků, kteří měli zvolit nového nástupce. Rozdělili se ovšem na dva tábory. Zanícenější z mnichů zvolili Konráda, jehož výběr byl potvrzen špýrským biskupem, ale někteří z řeholníků, kteří preferovali volnější řeholi, zvolili jako protikandidáta cellaria Eberhardta. Na nějaký čas se rozhořel spor, do něhož zasahovali nejen obyvatelé kláštera, ale též jejich ochránci a donátoři. Hrabě z Calwu podporoval nároky Eberhardta, ale ani jedna ze stran nechtěla umožnit zvolení opačného kandidáta a kníže se nakonec rozhodl vyřešit spor vojenskou intervencí. Výsledkem bylo vyplenění kláštera, zničení vzácné knihovny a rozehnání mnichů. Kníže se stal vlastníkem majetku a klášter zůstal po šedesát let opuštěn. Na konci tohoto období zůstaly z klášterních staveb jen ruiny.
V roce 1049 přišel do Hirsau papež Lev IX., strýc hraběte Adalberta z Calwu, a pověřil Adalberta obnovou kláštera. Hrabě přestavěl konventní chrám ve stylu románské baziliky a připojil k ní ambit. Rekonstrukce ale probíhala tak pomalu, že nebyla dokončena ještě v roce 1065, kdy byl klášter znovu osazen dvanácti mnichy ze švýcarského kláštera Einsiedeln v čele s opatem Fridrichem.

### Svatí Petr a Pavel

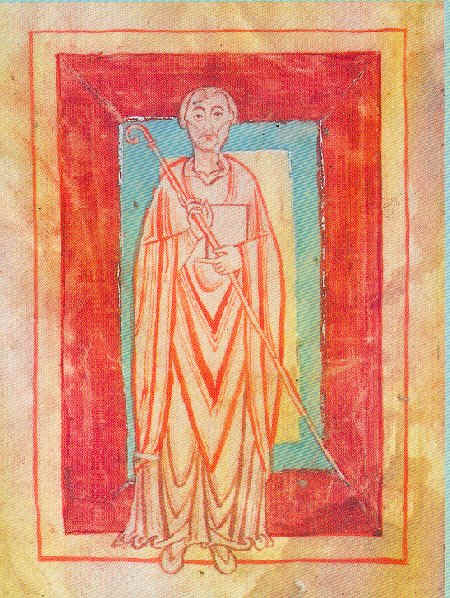
Wilhelm von Hirsau, opat Kláštera Hirsau

Bývalou slávu kláštera však obnovil a překonal až Fridrichův nástupce Vilém z Hirsau. Ten pocházel z kláštera sv. Emrama v Řezně a hirsauským opatem se stal v roce 1069. V době jeho příchodu byl stav kláštera velmi neuspokojivý. Mniši žili ve stísněných podmínkách v nedostavěných budovách, které byly navíc opakované poškozeny povodněmi z řeky Nagold. Kníže Adalbert stále držel část klášterního majetku, zároveň si udržoval vliv v komunitě a přísná benediktinská řehole byla velmi uvolněná. Vilémova horlivost a prozíravost postupem času napravila tento ne příliš utěšený stav a nastalo období světské i duchovní prosperity. Během bojů o investituru, které otřásaly Svatou říší římskou se mu podařilo udržet nezávislost opatství na hrabatech z Calwu.
Vilém dokončil rozestavěné budovy a v roce 1082 započal v souvislosti se zvyšujícími se nároky konventu stavbu komplexu na plošině na protějším břehu řeky, nicméně na dostavění čekal klášter až do poloviny 12. století. Jakousi stavební šablonou byl klášter v Cluny v době vlády opata Majola. Konventní chrám sv. Petra a Pavla byl vysvěcen v roce 1091. V následujícím roce se sousedního kláštera (vybudovaného v souladu s plánem ze St. Gallenu) přestěhoval i konvent a ze starého opatství sv. Aurelia se stalo převorství. Kromě toho obnovil Vilém klášterní školu, díky které se opatství proslavilo po celém Německu.
Nicméně Vilém je známý především reformací samotného konventu. Do kláštera v Cluny, který byl právě na samém vrcholu svého vlivu, poslal několik mnichů se záměrem naučit se návyky a pravidla clunyjské reformy, ta byla následně představena v Hirsau. Jeho dílem Constitutiones Hirsaugienses byl založen nový řád Ordo Hirsaugiensis. Hnutí známé jako hirsauská reforma ovlivnilo velkou řadu klášterů v Německu např. Zwiefalten (skrze něj pak i klášter v Kladrubech), Blauberen, Klášter svatého Jiří ve Schwarzwaldu, stejně jako durynský Rheinhardsbrunn, francký Comburg a další. Hirsauská převorství se nacházela v Reichenbachu a Schönrain, v bavorském Fischbachau a durynském Paulinzella.